# UTH Rosa Radom
UTH Rosa Radom, wcześniej jako Rosa II – polska drużyna koszykarska, stanowiąca zaplecze dla występującego w Tauron Basket Lidze zespołu Rosy Radom. W 2011 awansowała do II ligi, a w 2014 do I ligi. Obecnie (2017/2018) występuje w grupie B II ligi koszykarskiej. 
W drużynie dotychczas występowali m.in.: Paweł Wiekiera, Tomasz Pisarczyk.
UTH Rosa działa w strukturach stowarzyszenia KS Rosa Sport Radom. Poza I-ligową drużyną funkcjonuje również kolejny zespół - Akademia Rosa Radom, grający w III lidze.